# Holzgünz
Holzgünz – miejscowość i gmina w Niemczech, w kraju związkowym Bawaria, w rejencji Szwabia, w regionie Donau-Iller, w powiecie Unterallgäu, wchodzi w skład wspólnoty administracyjnej Memmingerberg. Leży w Szwabii, około 18 km na zachód od Mindelheimu, przy drodze B18.

## Dzielnice
W skład gminy wchodzą następujące dzielnice:
- Holzgünz
- Schwaighausen

## Demografia
| Rok  | Liczba mieszk. |
| ---- | -------------- |
| 1970 | 842            |
| 1987 | 914            |
| 2000 | 1008           |
| 2006 | 1170           |

## Polityka
Wójtem gminy jest Paul Nagler, rada gminy składa się z 12 osób.
|      | FW | FW Schwaighausen | Razem |
| 2008 | 7  | 5                | 12    |
| 2002 | 6  | 6                | 12    |

## Oświata
W gminie znajduje się przedszkole (47 miejsc i 32 dzieci).